# Assinie
Assinie,  ou officiellement connue sous le nom de Assinie-Mafia, est une localité du sud-est de la Côte d'Ivoire, appartenant au département d'Adiaké, dans la Région du Sud-Comoé. La localité d'Assinie est une commune avec un maire depuis, le 13 octobre 2018. L'actuel maire de la ville d'Assinie-Mafia est Magne Woelffell Pierre Réné, élu à la suite des élections municipales du 2 septembre 2023.
Située à 94 km à l'est d'Abidjan , elle est proche de la frontière avec le Ghana.
Assinie est une station balnéaire de la Côte d'Ivoire au bord du golfe de Guinée. Sa population est estimée à 21 941 habitants en 2021.
On distingue la zone d'Assinie où se trouve le cabanon de Paul-Emile Durand à l'ouest, bordée seulement par l'océan et accessible par la route, et à l'est qui constitue une presqu'île entre l'océan et la lagune, longue d'une quinzaine de kilomètres. Cette presqu'île très étroite (de 100 à 1 000 m) est occupée par de luxueuses villas et paillotes. L'accès s'y fait en voiture, par bateaux privés ou via des pirogues traversant la lagune.
L'embouchure de la lagune qui marque la fin de la presqu'île d'Assinie est appelée La Passe, un endroit paradisiaque où ne se trouve ni restaurants, ni hôtels, et où l'on est en contact direct avec la nature.
La localité est l'une des destinations privilégiées des Abidjanais aisés pour le week-end. Elle a, d'ailleurs, constitué le lieu de tournage du film culte Les Bronzés en 1978.

## Histoire
Assinie (autrefois Issiny) fut le premier comptoir de la côte ivoirienne, bien qu'il ne reste plus, aujourd'hui, aucun vestige de cette époque. Dès 1637, cinq missionnaires capucins, venus de Saint-Malo pour évangéliser, s'y installent. Le climat et les maladies les font repartir rapidement : trois d'entre eux y perdent la vie et les deux autres migrent au Ghana, plus précisément à Axim.

### Le roi d'Assinie

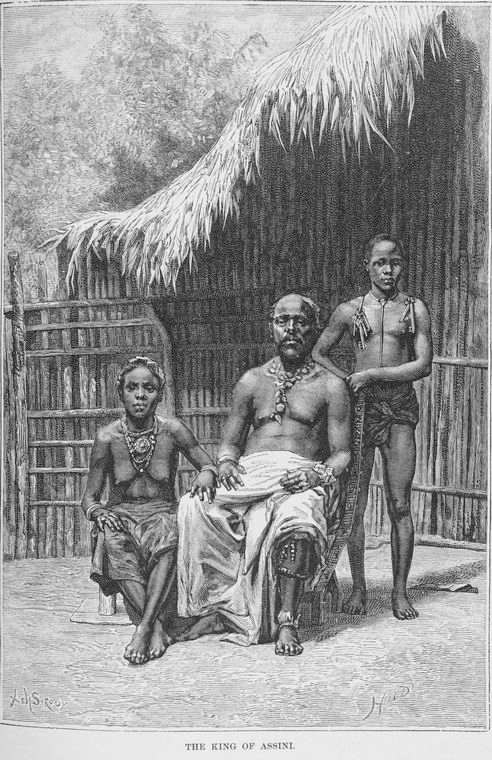
Le roi d'Assinie (gravure d'Achille Sirouy, vers 1890).

En 1687, deux ans après le code noir, des missionnaires et des commerçants français s'installent sur le site d'Assinie, à l'extrémité est du littoral, vers la Côte de l'Or, mais ils repartent en 1705, après avoir construit et occupé le fort Saint-Louis, premier établissement français d’Asini, de 1701 à 1704. La raison : le commerce des esclaves contre les céréales ne rapportant pas assez.
Parmi eux, le chevalier d'Amon et l'amiral Jean-Baptiste du Casse, directeur de la Compagnie du Sénégal, débarquent, intéressés par le trafic de l'or, et sont reçus à la cour du roi Zéna. Ils ramèneront en France le jeune « prince » Aniaba et son cousin Banga, lesquels seront présentés au roi de France Louis XIV et se convertiront au catholicisme (Aniaba sera baptisé par Bossuet, évêque de Meaux). Ils deviendront officiers dans le Régiment du Roi, avant de retourner en Assinie vers 1700. Aniaba serait devenu, en 1704, conseiller du roi de Quita (actuel Togo), se faisant appeler Hannibal.

### La mise en valeur
Le premier fort durable de la Côte, fort-Joinville, après celui de fort Saint-Louis, de 1701 à 1704, celui de Grand-Bassam, y est construit en 1843, après le débarquement des lieutenants de vaisseau Kerhallet (1809-1863) et Fleuriot de Langle (1805-1887), qui devait mener à un traité entre la France et le roi de Krindjabo, Amon N'doufou. À cette époque, les escarmouches avec les Anglais étaient fréquentes, et les moyens ne permettaient pas d'exploiter l'intérieur du pays. C'est à l'intérieur de ces forts que les premiers comptoirs commerciaux seront installés, les années qui suivirent.

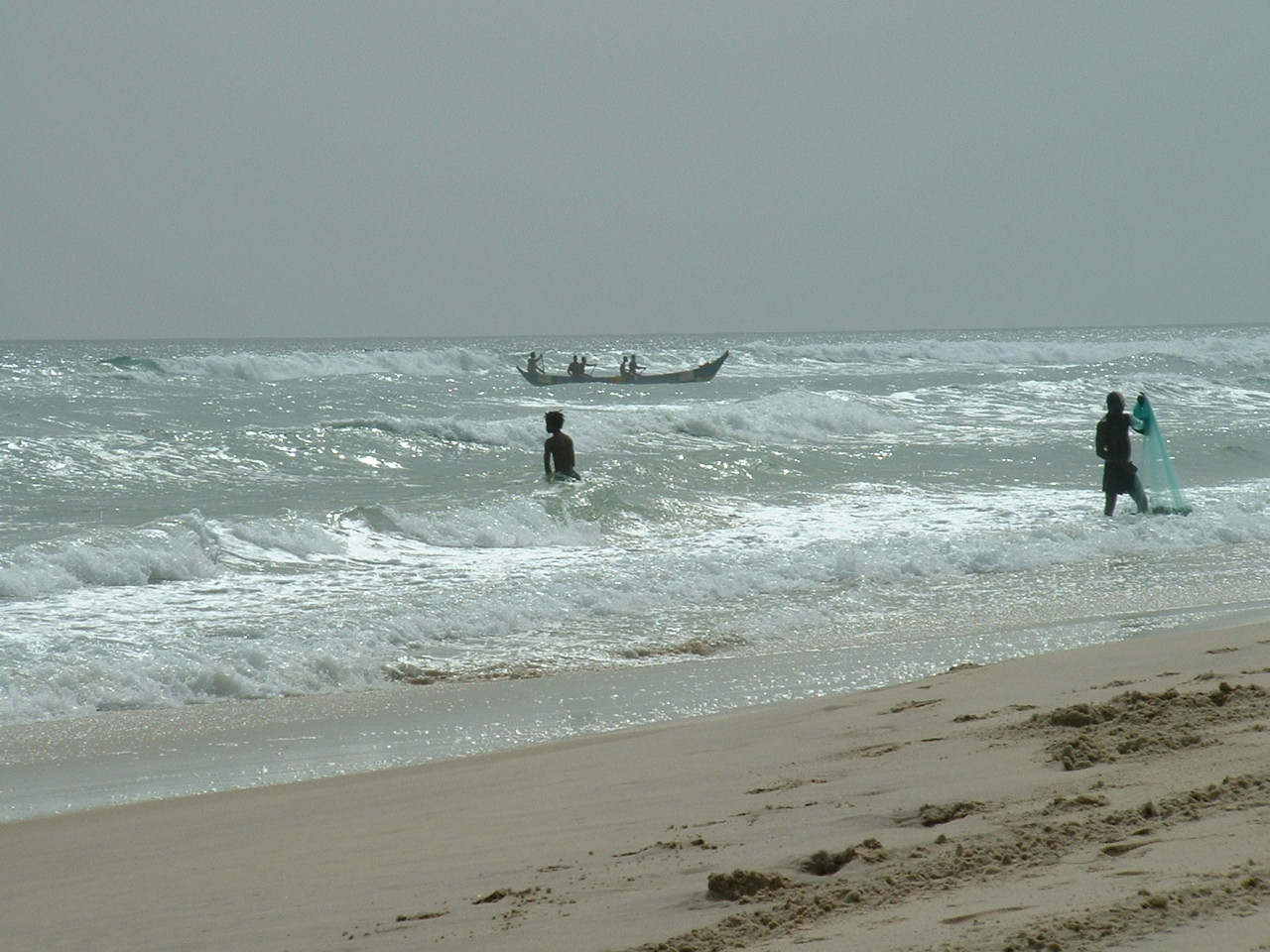
Pêcheurs à Assouindé, dont un pêcheur à l'épervier (à droite).

Une inspection du comptoir fortifié d'Assinie en 1850 mentionne « l'ordre et la propreté qui règnent dans son enceinte », l'existence d'un bastion en maçonnerie (sur quatre prévus à l'origine), la présence d'une petite artillerie équivalente à celle de Grand-Bassam. « Le personnel du comptoir, composé de 40 individus, dont 5 Européens, 20 soldats et 15 piroguiers, laptots et autres, est dans une situation sanitaire satisfaisante ». Les hommes « se trouvent dans un pays plus agréable à habiter [qu'à Grand-Bassam], où les ressources sont plus grandes en raison des relations plus fréquentes avec les naturels et sont soustraits à ce que produit de fatigant, pour le corps et pour la vue, une existence presque continuellement passée sur un sable mouvant et blanchâtre, torréfié par un soleil dévorant». Le service postal ivoirien débute dans cette localité, le 29 juillet 1843.
Toutefois, la pénétration française est contrecarrée par les épidémies de fièvre jaune (en 1857, sur 50 Européens des trois comptoirs d'Assinie, de Grand-Bassam et de Dabou, 32 meurent et 10 doivent être rapatriés), et par la concurrence britannique (Victor Régis, pionnier du commerce français sur cette côte, depuis 1843, doit fermer boutique au début des années 1860). Cependant, le premier bureau de poste est ouvert, le 17 août 1862.
C'est Arthur Verdier qui mettra, le premier réellement, en valeur la région d'Assinie, à partir de 1870. Les premiers caféiers sont plantés en 1881, en même temps que démarre la culture du cacao. L'exploitation du bois commence en 1885, année où Assinie devint le centre d’où partent, en direction du nord, les missions d’exploration en quête de zones d’influence économique et politique. 

### Le déclin
Encore troisième port de la Côte d'Ivoire en 1907, Assinie perdra par la suite toute importance stratégique et commerciale, au profit de Grand-Bassam, puis de Bingerville et enfin de Port-Bouët/Abidjan. En 1942, un raz-de-marée emporte le « quartier France » d'Assinie.

Île Napoléon.
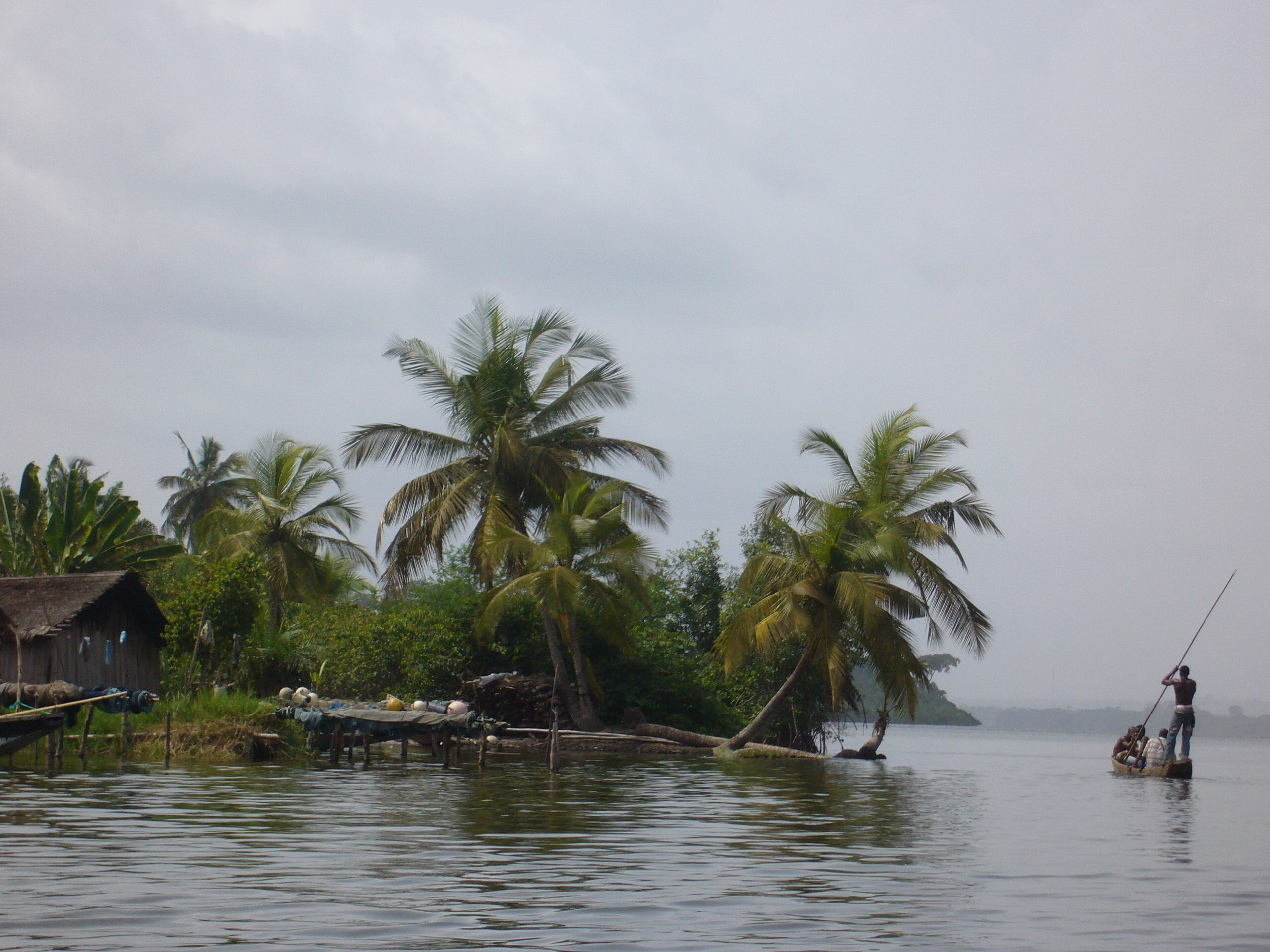
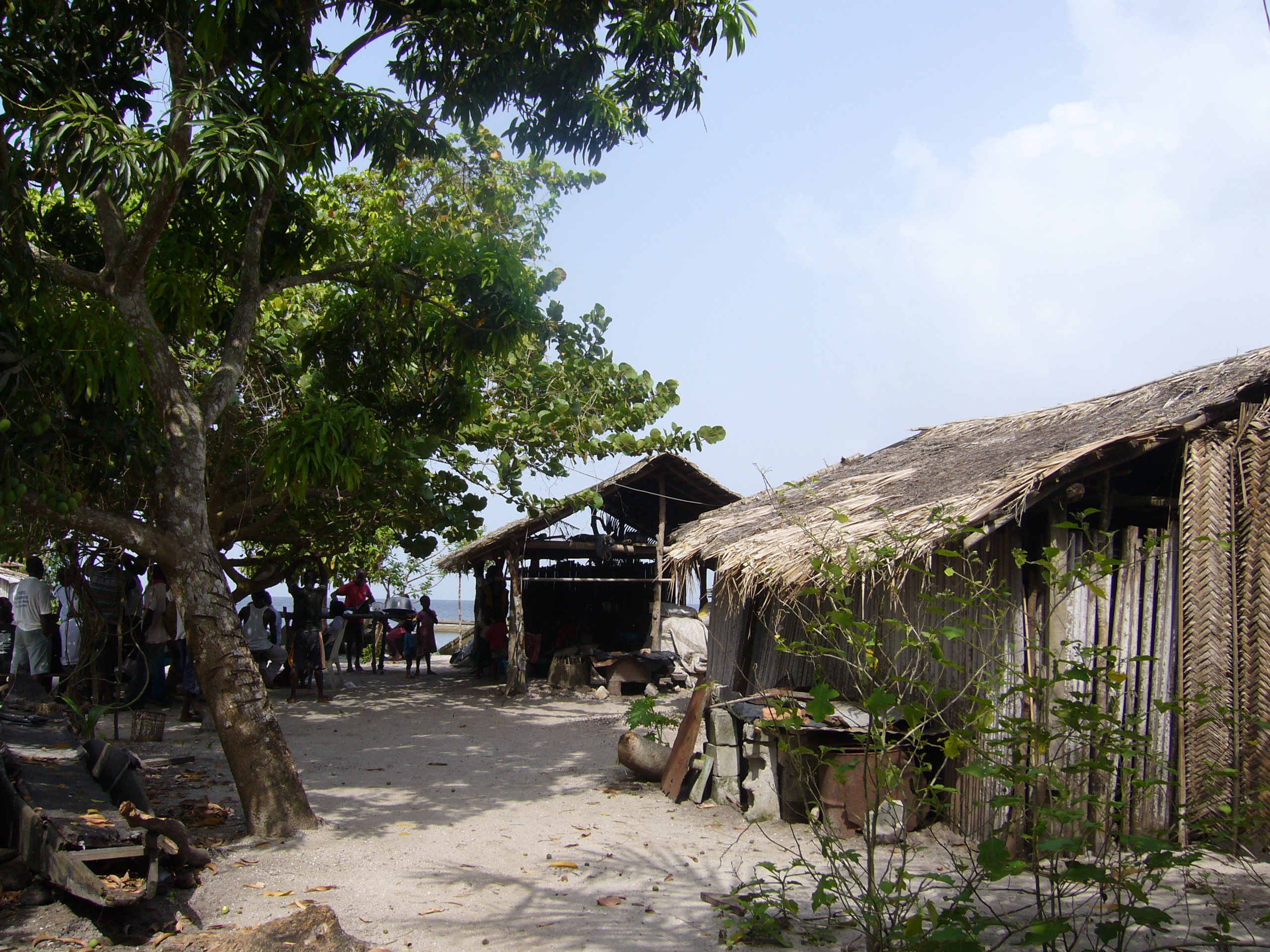
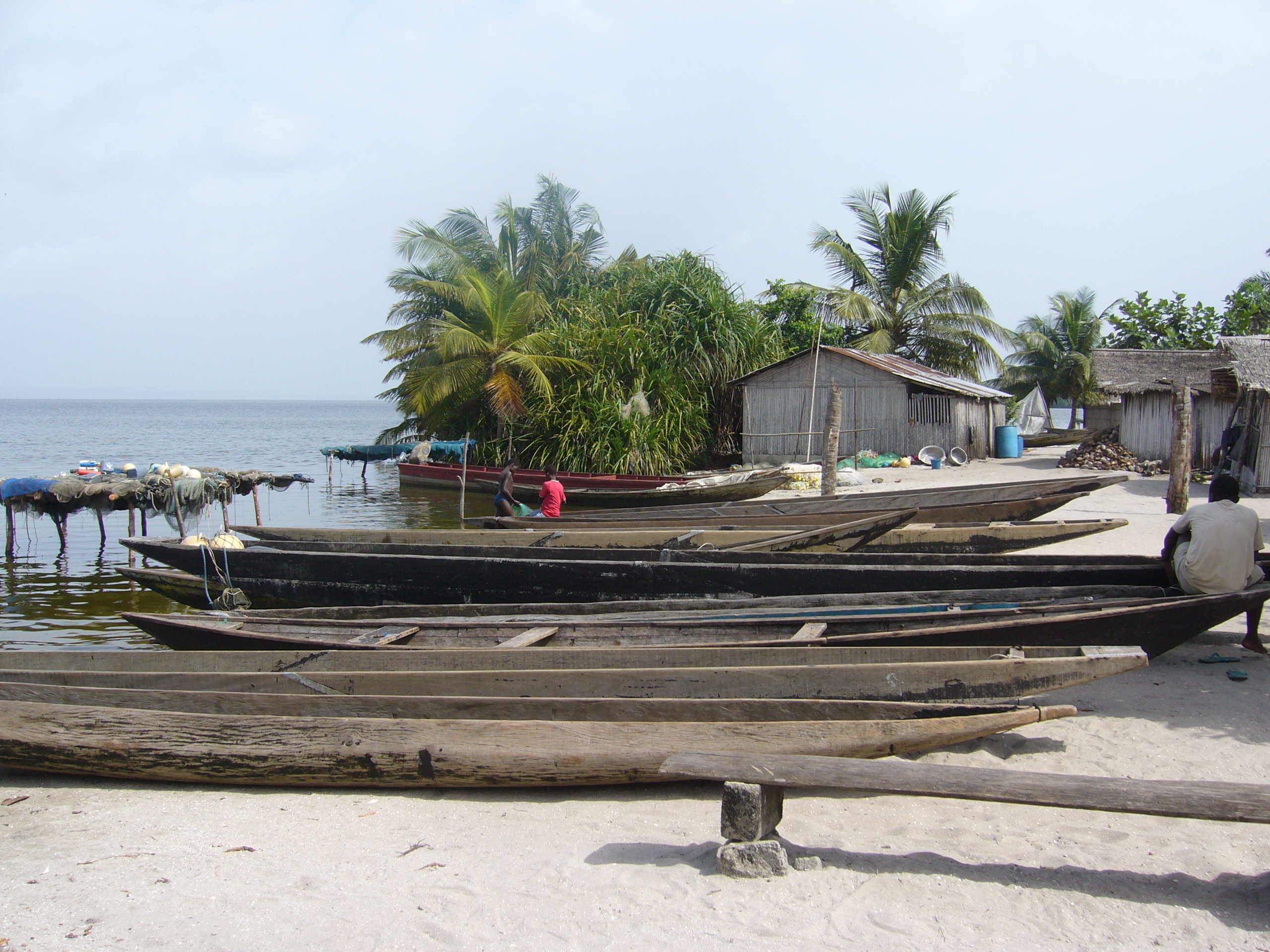
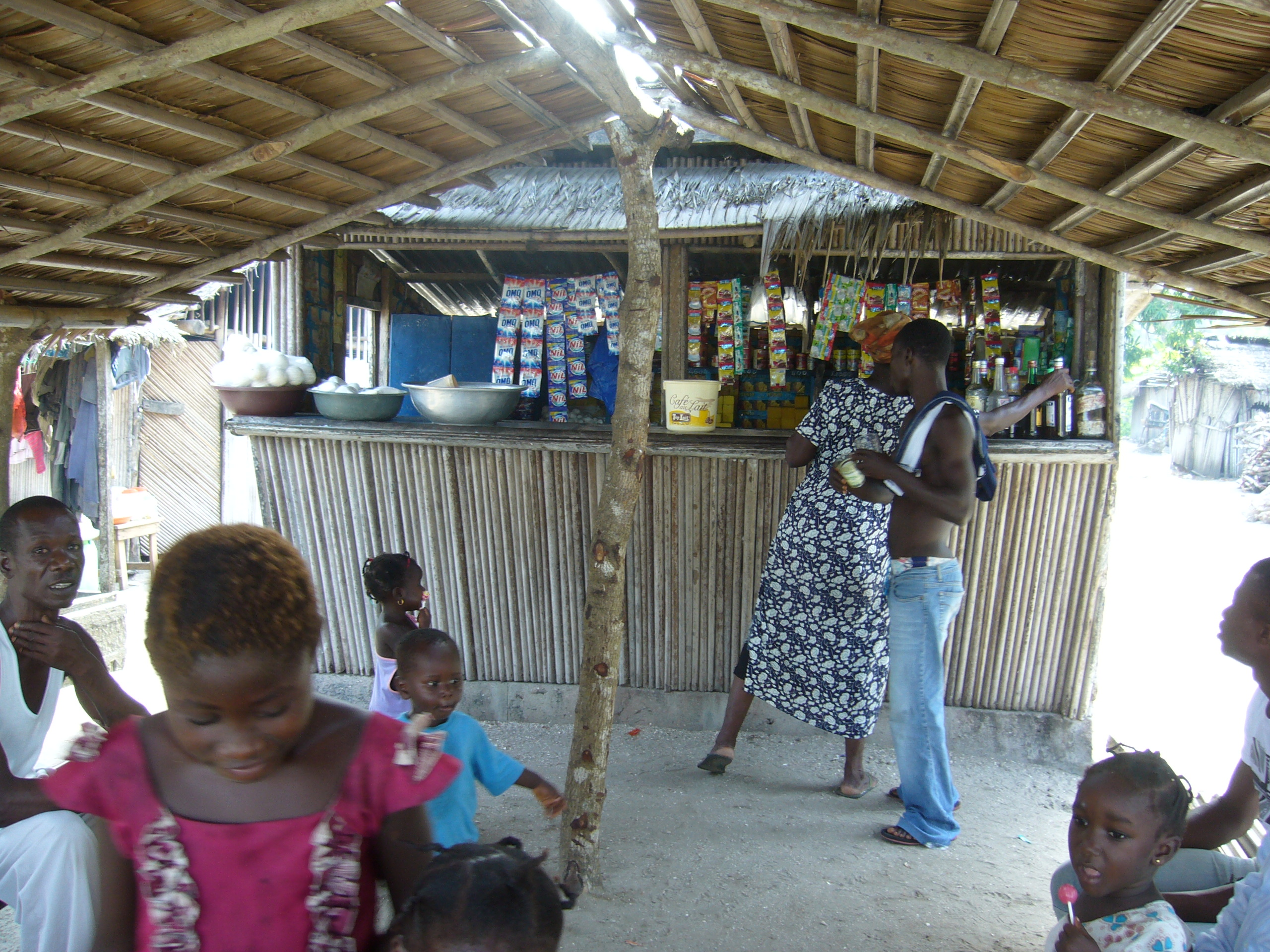
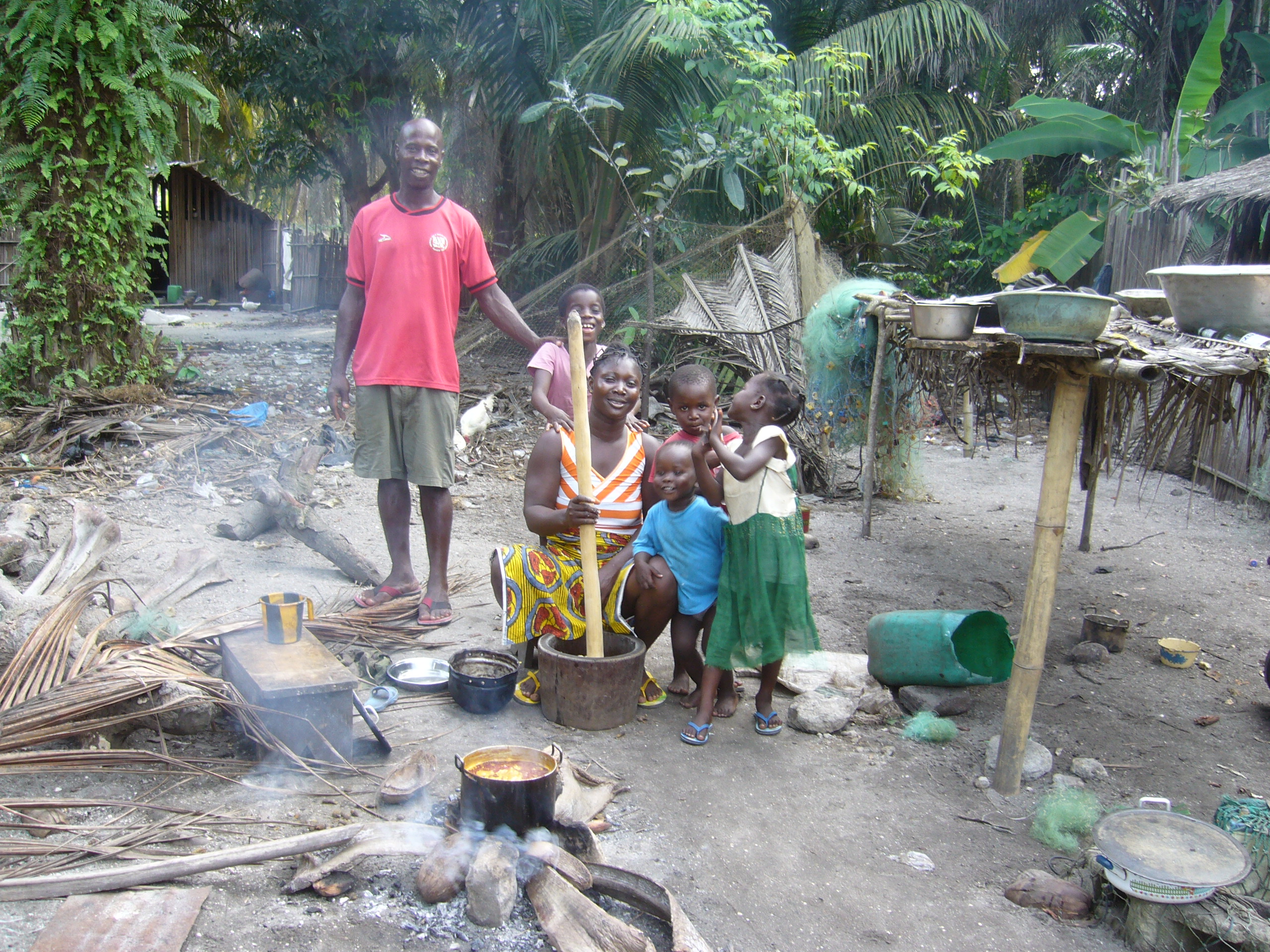

## Économie
Assinie-Mafia est un fleuron de l'industrie touristique de la Côte d'Ivoire.  Deux villages de vacances y ont été construits : Assinie et Assouindé (La Valtur), le Club Méditerranée exploitant le premier depuis 1969 et le second depuis 1980.

## Éducation
C'est à Elima que sera créée la première école officielle française, le 8 août 1887 avec pour instituteur Fritz-Emile Jeand'heur venu d'Algérie. Elle comptait alors 33 élèves africains qui seront les premiers lecteurs en langue française. Elle fonctionnera pendant 3 ans avant d'être transférée en 1890 à Assinie par Marcel Treich-Laplène, le nouveau résident de France. Le 1er mars 1904, il y avait 896 élèves en Côte d'Ivoire pour une population estimée un peu supérieure à 2 millions d'habitants.

## Langues
Depuis l'indépendance, la langue officielle dans toute la Côte d'Ivoire est le français. La langue vernaculaire de la région est l'agni. Le français effectivement parlé dans la région, comme à Abidjan, est communément appelé le français populaire ivoirien ou français de Moussa qui se distingue du français standard par la prononciation. Une autre forme de français parlé est le nouchi, un argot parlé surtout par les jeunes et qui est aussi la langue dans laquelle sont écrits deux magazines satiriques, Gbich! et Y a fohi. Par ailleurs, comme la région d'Assinie accueille de nombreux Ivoiriens issus de toutes les régions du pays, la plupart des langues vernaculaires de la Côte d'Ivoire - environ une soixantaine - y sont pratiquées.

## Sports
Les compétitions sportives se déroulent exclusivement au chef-lieu du département, les autres localités ne disposant d'aucune infrastructure dédiée : la ville dispose d'un club de football, l'ASCI d'Assinie, qui évolue en championnat de division régionale, équivalent d'une « 4e division ». Comme dans la plupart des villes du pays, il est organisé, de façon informelle, des tournois de football à 7 joueurs qui, très populaires en Côte d'Ivoire, sont dénommés Maracanas.

## Personnalités liées
- Alexandre d'Albéca (1858-1896), géographe, explorateur et administrateur colonial français en Afrique, mort à Assinie.
- Aniaba (également écrit Anabia ou Anniabia) (seconde moitié du 17ième siécle), prince d'Assinie, du peuple Ehotile.
- Marcel Treich-Laplène (1860-1890), premier explorateur européen de la Côte d'Ivoire, nommé en 1883 Premier commis dans les plantations de café et de cacao à Elima, propriétés d'Arthur Verdier, résident de France à Grand Bassam et Assinie[13].